# دلکورت
دلکورت (انگلیسی: Delcourt) شرکت انتشارات فرانسوی است، که در سال ۱۹۸۶ تأسیس شد.